# Dylan Mika
Dylan Mika (ur. 17 kwietnia 1972 w Auckland, zm. 20 marca 2018 tamże) – rugbysta grający w trzeciej linii młyna, reprezentant Samoa i Nowej Zelandii, dwukrotny zwycięzca Super 12, triumfator Pucharu Trzech Narodów, uczestnik Pucharu Świata 1999.
Uczęszczał do Marcellin College i St Peter's College.
W trakcie kariery sportowej reprezentował region Auckland, w barwach którego wystąpił 55 razy. Na poziomie Super 12 rozegrał 23 spotkania dla Blues w latach 1996–1998 oraz 2000 triumfując w tych rozgrywkach w pierwszych dwóch sezonach, w 1999 roku grał natomiast dla Chiefs. Przez trzy lata występował następnie w Japonii.
W 1994 roku otrzymał powołanie do reprezentacji Samoa, dla której wystąpił dwukrotnie. Aby móc następnie kwalifikować się do gry w nowozelandzkiej kadrze, musiał odczekać trzyletnią karencję i w 1999 roku rozegrał siedem testmeczów (i jeden mecz towarzyski) dla All Blacks, triumfując w Pucharze Trzech Narodów oraz biorąc udział w Pucharze Świata.
Pracował na kierowniczych stanowiskach, a następnie założył przedsiębiorstwo agroturystyczne. Przez całe dorosłe życie zmagał się z cukrzycą, zmarł na atak serca w wieku 45 lat pozostawiając żonę Tracy i córkę Marley. Jego krewnymi byli Pat Lam i Bradley Mika.